# Новото робство
„Новото робство“ е български документален филм, в който се описва за плана „Баязид-2“ като второ потурчване на България. Съставена от 6 части, филмовата поредица разследва подривната дейност срещу българската държава и българския народ, като дава конкретни примери, факти и документи, излагащи процесите на обезбългаряване в районите с българомохамеданско население и натиска върху българите в т. нар. смесени райони . Филмът е съставен от Силвия Трендафилова (режисьор и сценарист), Димитър Аврамов (сценарист) и Иван Банчев (оператор).